# 劉淇
劉 淇（りゅう き、1942年11月3日 - ）は中華人民共和国の政治家。中共中央政治局委員、前北京市市委書記。

## 出身
- 江蘇省武進

## 学歴
- 北京101中学
- 北京鋼鉄学院冶金学部(現在、北京科技大学)
- 北京鋼鉄学院錬鉄専業研究院

## 略歴
- 1968年 - 北京鋼鉄学院卒業、武漢鋼鉄公司製鉄二号ガス労働者として就業
- 1970年 - 武漢鋼鉄公司製鉄二号高炉技術員、技師
- 1975年9月 - 中国共産党入党
- 1978年12月 - 武漢鋼鉄公司製鉄二号高炉生産副炉長、三号高炉炉長
- 1983年4月 - 武漢鋼鉄工場生産担当副工場長、生産部長
- 1985年6月 - 武漢鋼鉄公司副経理
- 1990年11月 - 武漢鋼鉄公司党委常務委員、同公司経理
- 1992年10月 - 中共第14次全国人民代表大会、中央委員候補
- 1993年3月 - 第8期全人大、国務院冶金工業部部長
- 1997年9月 - 中共第15次全国人民代表大会、中央委員
- 1998年4月 - 北京市市委副書記、副市長
- 1999年2月 - 北京市市委副書記、市長
- 2002年10月 - 北京市市委書記
- 2002年11月 - 中共第16次全国人民代表大会、中央委員、16期一中全会で中共中央政治局委員に任命される
- 2012年7月3日 - 任期満了で市委書記を退任[1]。
- 2012年7月13日 - 中央文明委副主任に就任[2]。

## その他
- 2001年12月 - 2008年：北京オリンピック組織委員会主席。北京市のトップとして、北京オリンピック、2009年10月に行われた、中華人民共和国建国60周年式典の司会を務めていた。